# Heinrich Brückner (Mediziner)
Heinrich Brückner (* 20. Oktober 1928 in Berthelsdorf; † 9. November 2022) war ein deutscher Kinder- und Jugendarzt und Autor.

## Biografie
Heinrich Brückner wuchs in Leipzig auf. Nach einem Kriegseinsatz als Flakhelfer ging er nach 1945 noch zwei weitere Jahre zur Herderschule in Leipzig. Danach arbeitete er ein Jahr als Krankenpfleger und studierte dann von 1948 bis 1954 Medizin an der Universität Leipzig. Von 1954 bis 1956 absolvierte er Pflichtassistenz und Schwerpunktjahr im Krankenhaus Schkeuditz. Danach arbeitete er von 1956 bis 1958 im Bezirkskrankenhaus St. Georg Leipzig, ab 1958 am Universitätsklinikum Leipzig. Heinrich Brückner ging 1968 mit Frau und Kindern nach Frankfurt (Oder), wo er bis zu seiner Pensionierung 1993 die Kinderklinik leitete.
1976 veröffentlichte er das Buch Denkst du schon an Liebe?, das in der DDR zum einschlägigen Werk zur emotionalen und sexuellen Aufklärung angehender Erwachsener wurde. Brückner war bereits seit den 1950er Jahren an Schulen aufklärerisch tätig. Dabei wendete er eine ihm von Gerhard Rockel vermittelte Rollenspielmethode an. Seine Publikationen zu Schwangerschaft, Kindesentwicklung und Sexualität wurden in verschiedene europäische Sprachen übersetzt. In der Übersetzung durch Monika Krause-Fuchs strahlten sie bis nach Kuba aus.

## Veröffentlichungen
Sachbücher
- Nosologie, Pathogenese und Diagnose der Talkumgranulome, Leipzig 1954 (Dissertation)
- Bevor ein Kind geboren wird, Kinderbuchverlag, Berlin 1966
- Die Entwicklung sexuellen Sachwissens bei Kindern und Jugendlichen, Deutscher Verlag der Wissenschaften, Berlin 1968
- Das Sexualwissen unserer Jugend: Dargestellt als Beitrag zur Erziehungsplanung, Deutscher Verlag der Wissenschaften, Berlin 1968
- Woher die Babys kommen: Eine Fibel für Jungen und Mädchen ab 10 Jahren, Falken-Verlag, Wiesbaden 1968
- Denkst Du schon an Liebe? Fragen des Reifealters – dargestellt für junge Leser, Kinderbuchverlag, Berlin 1976 (Illustration Ingrid Blauschmidt)
- Ein Kind wird erwartet, Leipzig: Verlag für die Frau, Leipzig 1980
- Mutter, Vater, Kind: die Gespräche über das Werden eines Menschen schrieb Heinrich Brückner auf. Thomas Schallnau malte die Bilder dazu, Kinderbuchverlag, Berlin 1980
- Ich will stillen: Über die natürliche Ernährung des Säuglings, Verlag für die Frau, Leipzig 1986
- Richtig stillen: Der komplette Ratgeber für Mütter, Verlag Gesundheit, Berlin 1996

Autobiographisch
- Gewundene Pfade der Hoffnung: 37 Jahre Kinderarzt als Anwalt der Schwächsten. Verlag Die Furt, Jacobsdorf 2008, ISBN 978-3-933416-78-0.
- Von der Reifung des Gewissens – Aus meinen Kinder- und Jugendjahren 1928–1948 vor dem Hintergrund totalitärer Machtstrukturen. Frankfurt/Oder 2014, ISBN 978-3-00-046677-9.